# Gauja
La Gauja (en estonien : Koiva jõgi ; en allemand : Livländische Aa, « Aa de Livonie » ou Treider Aa, « Aa de Treiden ») est un fleuve de 452 km, l'un des plus longs cours d'eau de Lettonie.

## Géographie

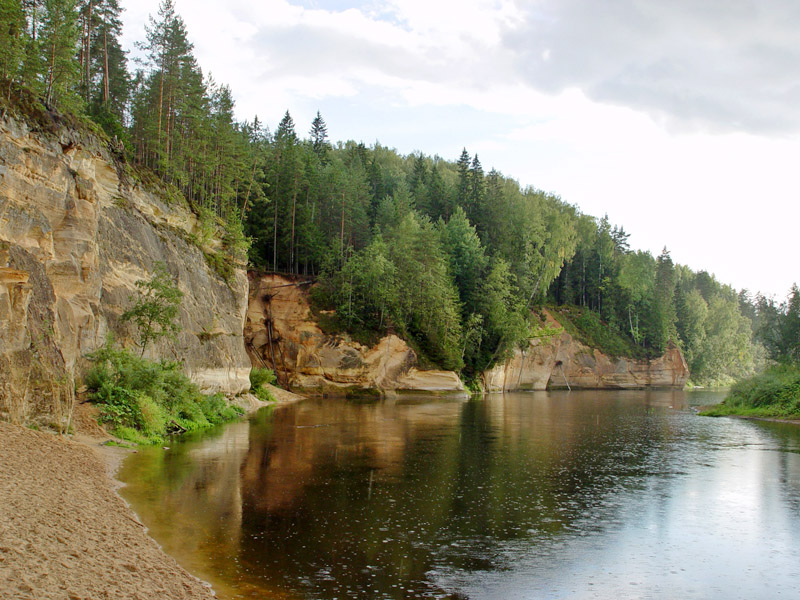
Les falaises des aigles dans le parc national de la Gauja.

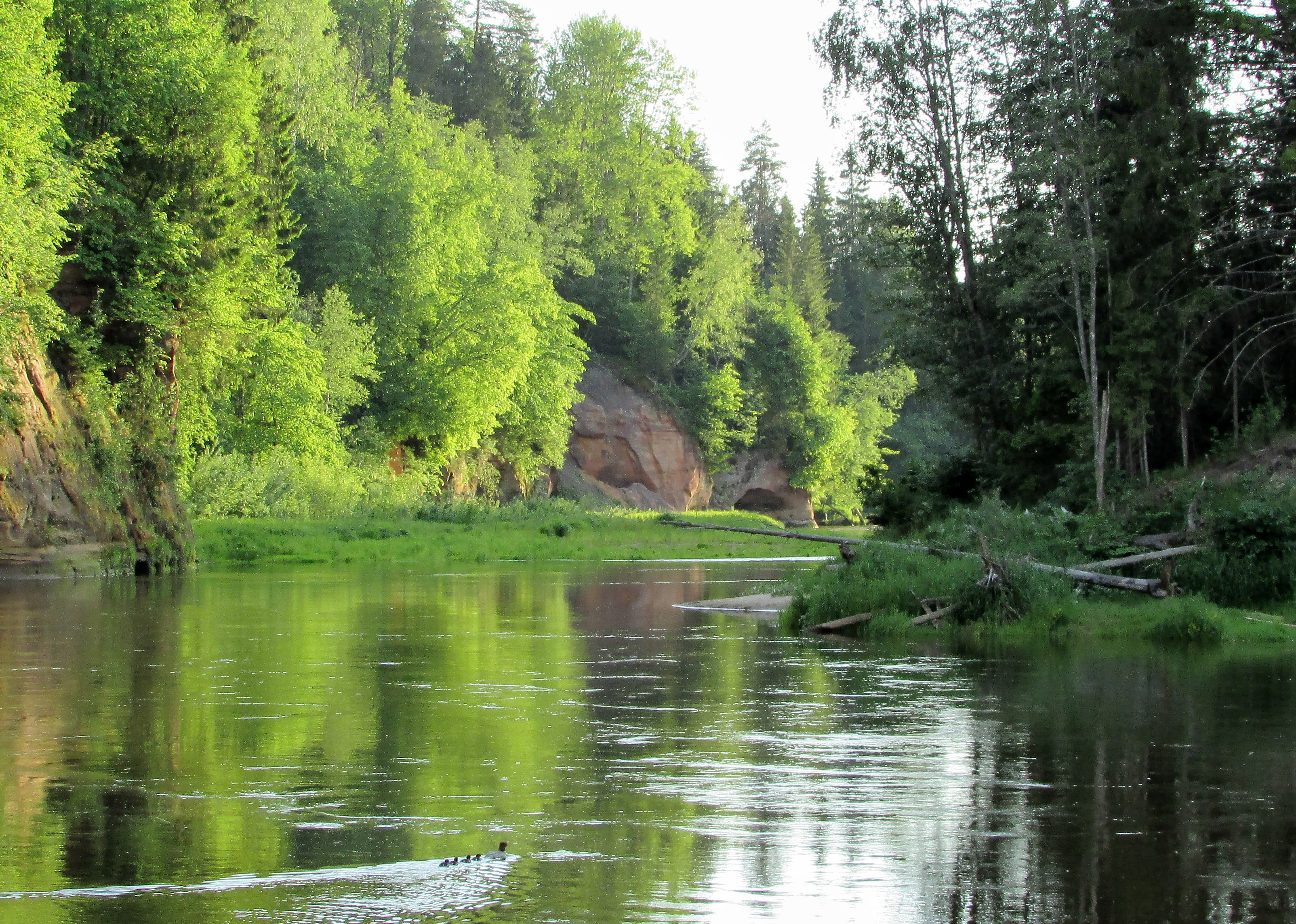
Autre vue de la falaise des aigles. Juin 2017.

Prenant sa source dans les Collines de Vidzeme, au sud-est de Cēsis, la Gauja coule d'abord vers l'est puis le nord, pour former sur 20 km la frontière avec l'Estonie. Au sud de Valga et Valka, elle bifurque vers l'ouest vers Valmiera, puis continue vers le sud-est, en direction de Cēsis et Sigulda, avant de se jeter dans le golfe de Riga. Une bonne partie du bassin du fleuve est inclus dans le Parc national de la Gauja.

## Affluents

### Rive gauche
- Pīsla,
- Meļļupīte,
- Dzērbe,
- Dzestrene,
- Pērļupīte,
- Tirziņa,
- Vidaga,
- Vizla,
- Palsa,
- Rauza,
- Alkšņupe,
- Vija (60 km),
- Abuls (52 km),
- Dedums,
- Miegupe,
- Grīviņupīte,
- Rauna (50 km),
- Rakšupe,
- Amata (67 km),
- Skaļupe,
- Līgatne,
- Vildoga,
- Vējupīte,
- Lorupe,
- Egļupe,
- Straujupīte[1].

### Rive droite
- Augstupīte,
- Tulija,
- Uriekste,
- Tirza (80 km),
- Pīļupīte,
- Dzērve,
- Mustjegi (79 km),
- Kaičupe,
- Stakļupīte,
- Streņčupīte,
- Krāčupe,
- Mellupe,
- Rātsupīte,
- Jumara,
- Strīķupe,
- Lenčupe,
- Draņķupīte,
- Brasla (70 km),
- Loja[1].